# Gerrit Nicolaas van Haersma de With
Gerrit Nicolaas van Haersma de With (Leeuwarden, 24 december 1863 − Groenlo, 10 april 1901) was een Nederlands burgemeester.

## Biografie
De With was een telg uit de niet-adellijke tak van het geslacht De With en een zoon van mr. Jan Minnema van Haersma de With (1825-1904) en Antje Hoitinga Mulier (1827-1883). Hij trouwde in 1890 met jkvr. Amelia Gerardina van Andringa de Kempenaer (1871-1961), telg uit de adellijke tak van het geslacht De Kempenaer en dochter van burgemeester jhr. Imilius Josinus Willem Hendrik van Andringa de Kempenaar (1844-1895), met wie hij een dochter en een zoon kreeg.
Van 1889 tot 1893 was De With burgemeester van Sloten (Friesland) om daarna burgemeester van Groenlo te worden. Hij overleed in die laatste plaats in functie op 37-jarige leeftijd. Zijn weduwe hertrouwde in 1914 met mr. Gerrit Willem Eekhout (1866-1931), vicepresident van de arrondissementsrechtbank te Amsterdam, telg uit het deels adellijke geslacht Eekhout, en zij overleefde haar eerste man zestig jaar.
De With kreeg postuum in 1961 officieel naamswijziging tot Van Haersma de With.